# Band Candy
Band Candy es el sexto episodio de la tercera temporada de Buffy the Vampire Slayer.
Kristine Sutherland, quien hace el papel de Joyce Summers, ha dicho que Band Candy es junto a Ted, When She Was Bad e Innocence uno de sus episodios favoritos.

## Argumento
El alcalde Wilkins (Harry Groener) necesita hacer una ofrenda a un demonio y Mr. Trick (K. Todd Freeman) es el encargado. El director Snyder (Armin Shimerman) recluta al grupo para vender barritas de caramelo con el objetivo de recaudar fondos para la banda de música de Sunnydale.
Buffy (Sarah Michelle Gellar) visita a Ángel (David Boreanaz) en la Mansión, llevándole sangre de la carnicería. Al llegar, a casa es sorprendida por su madre (Kristine Sutherland) y Giles (Anthony Head). Ellos descubren que Buffy ha estado mintiéndoles. No saben qué decirle y terminan en el sofá comiendo unas barritas juntos. En el Instituto, Xander (Nicholas Brendon) y Willow (Alyson Hannigan) juguetean con los pies bajo la mesa de una de las aulas. Giles no acude a supervisar una de las clases y Buffy va a su casa, encontrándole con su madre. Ambos se comportan de forma extraña y Joyce le deja las llaves de su jeep.
Por la noche, en el Bronze, observan que hay muchos adultos actuando como adolescentes, incluyendo el director Snyder. Giles y Joyce beben, fuman y escuchan música. Cuando pasean por las calles de Sunnydale, Giles roba un abrigo tras romper un escaparate. Sorprendido por un policía, le golpea y le coge el arma, y ambos terminan besándose sobre el capó del coche del policía. El director Snyder se une al grupo, viendo cómo las calles y parques de Sunnydale están llenos de adultos que se comportan como adolescentes.
Algo ocurre con las barritas y Buffy decide ir a la fábrica. Allí encuentra a su madre besándose con Giles. El director Snyder está con ella y al entrar descubren que el alcalde e Ethan Rayne (Robin Sachs) está detrás de todo. Pretendían distraer a los adultos para rendir tributo a un demonio, Lurconis, que se alimenta de bebés. Un grupo de vampiros roba a los niños del hospital. El demonio, que resulta ser una gran serpiente, está en las alcantarillas, donde encuentran a los bebés. Buffy acaba con la serpiente incinerándola.
No logran encontrar al alcalde y Mr. Trick escapa.

## Reparto

### Personajes principales
- Sarah Michelle Gellar como Buffy Summers.
- Nicholas Brendon como Xander Harris.
- Alyson Hannigan como Willow Rosenberg.
- Charisma Carpenter como Cordelia Chase.
- David Boreanaz como Angelus.
- Anthony Stewart Head como Rupert Giles.

### Apariciones especiales
- Kristine Sutherland como Joyce Summers.
- K. Todd Freeman como Mister Trick.
- Robin Sachs como Ethan Rayne.
- Harry Groener como Alcalde Richard Wilkins.
- Armin Shimerman como Director R. Snyder

### Personajes secundarios
- Jason Hall como Devon MacLeish.
- Peg Stewart como Ms. Barton.

## Producción

### Música
- Christophe Beck - «Sugar High»
- Christophe Beck - «Tai Chi»
- Cream - «Tales of Brave Ulysses»
- Every Bit of Nothing - «Slip Jimmy»
- Four Star Mary - «Violent»
- Mad Cow - «Blase»